# Міністерство закордонних справ Швеції
Міністерство закордонних справ Швеції — установа, що несе відповідальність за зовнішню політику Швеції.

## Історія
Міністерство закордонних справ було створено в 1791 р., коли король Густав III створив кабінет короля для листування з іноземними державами. У 1840 р. дана організація офіційно змінила свою назву на МЗС Швеції.

## Агентства
- Шведська національна гарантійна рада експортних кредитів
- Шведська національна інспекція зі стратегічної продукції
- Шведська національна рада торгівлі
- Шведський національний міграційний комітет
- Шведський інститут
- Шведська Торгова Рада
- Шведське агентство з питань міжнародної співпраці та розвитку

## Відомі політики
З 2006 по 2010 роки Інґа Ерікссон Фоґ була генеральним директором зовнішньополітичної служби в Міністерстві закордонних справ Швеції.

## Галерея

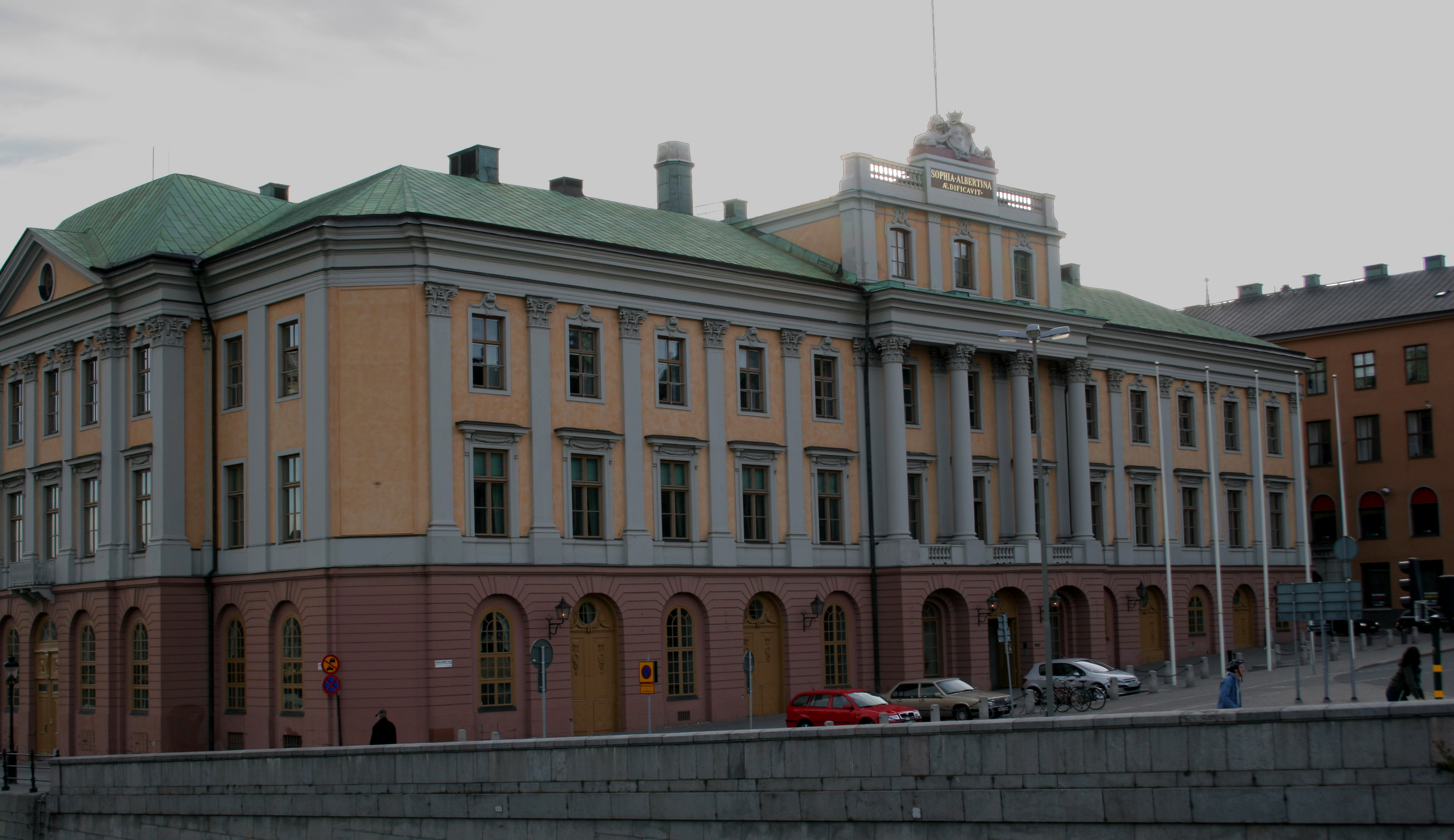
Споруда Міністерства закордонних справ Швеції
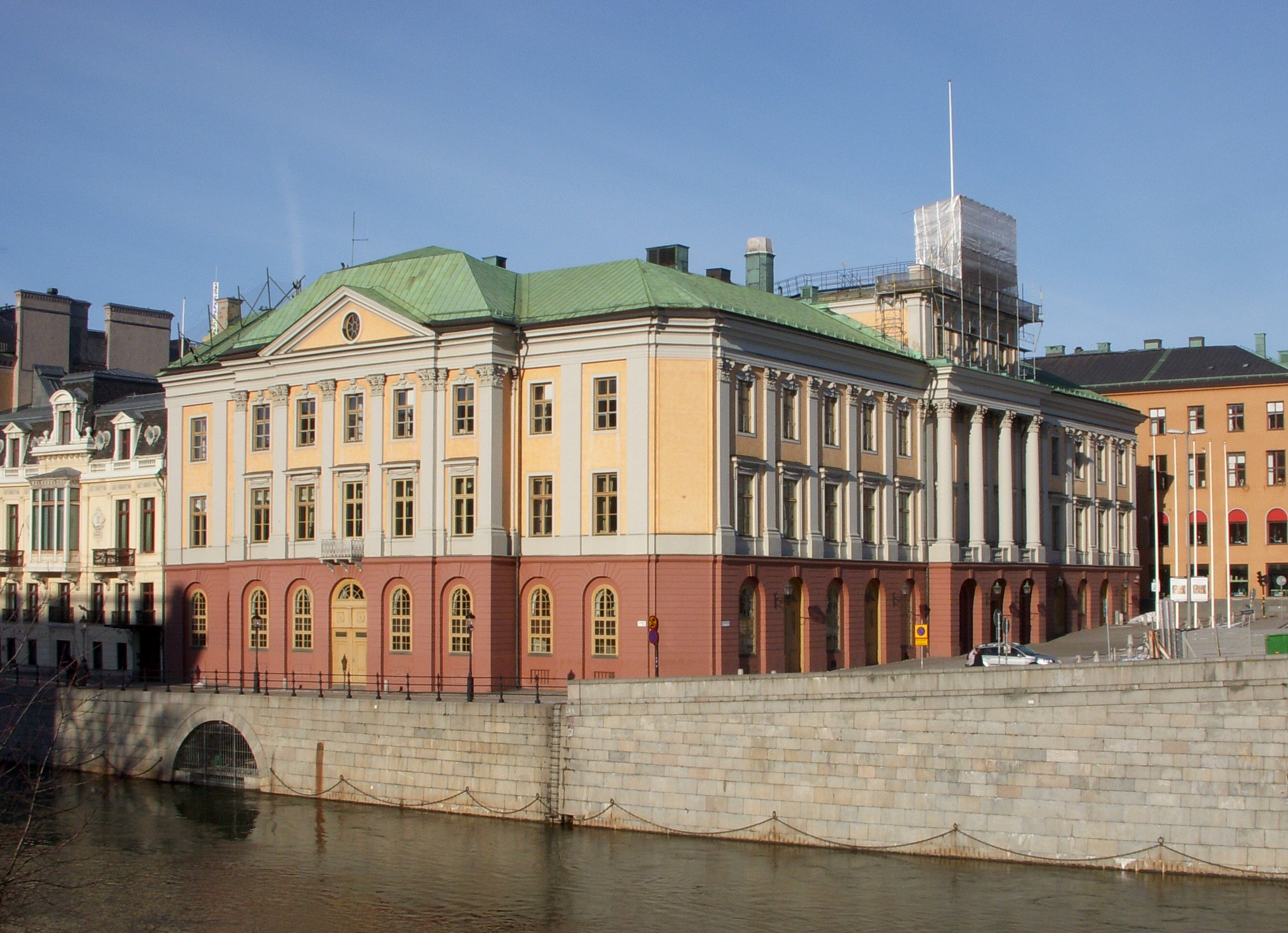
Палац на площі Густава Адольфа - Міністерство закордонних справ Швеції в Стокгольмі
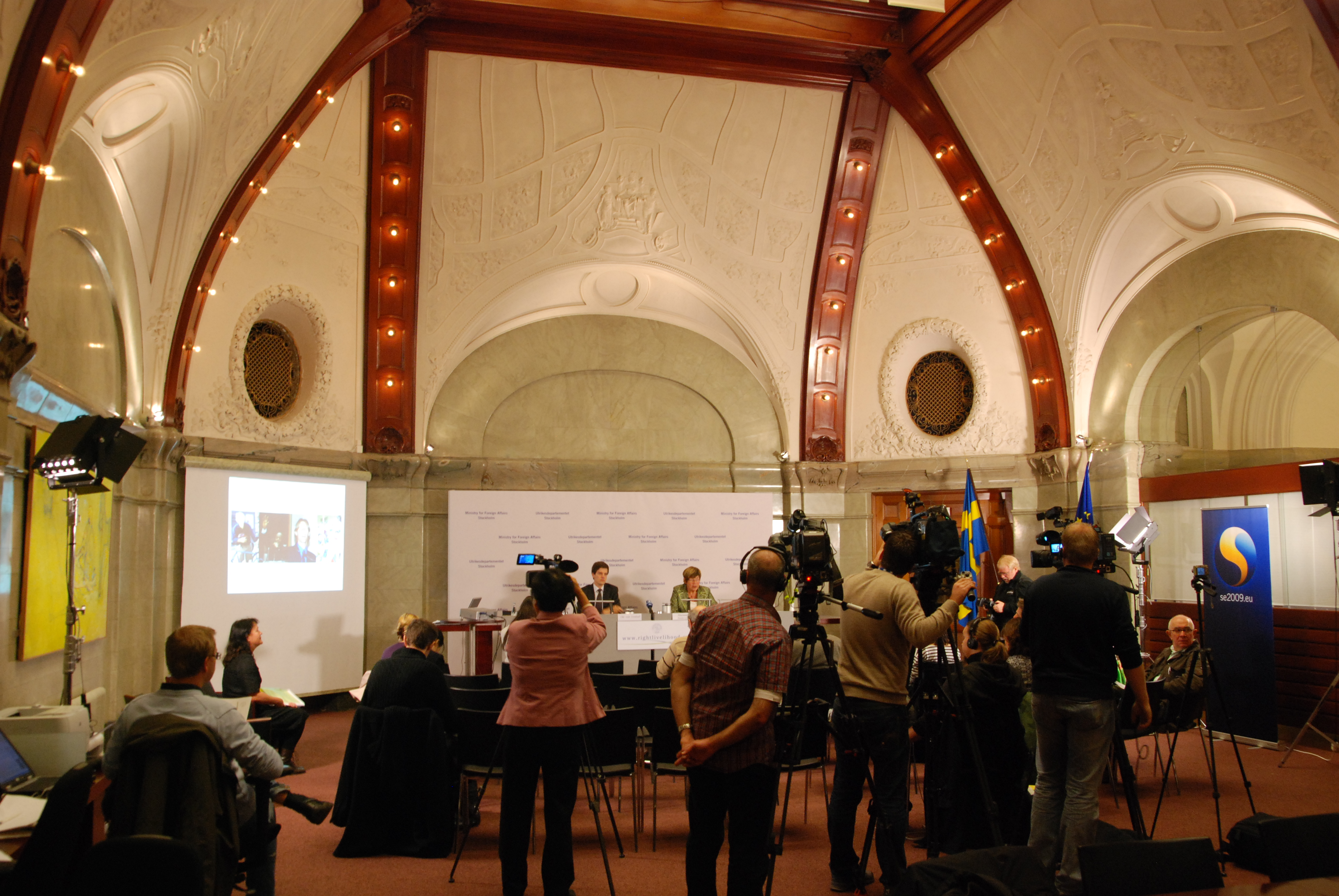
Прес-центр МЗС
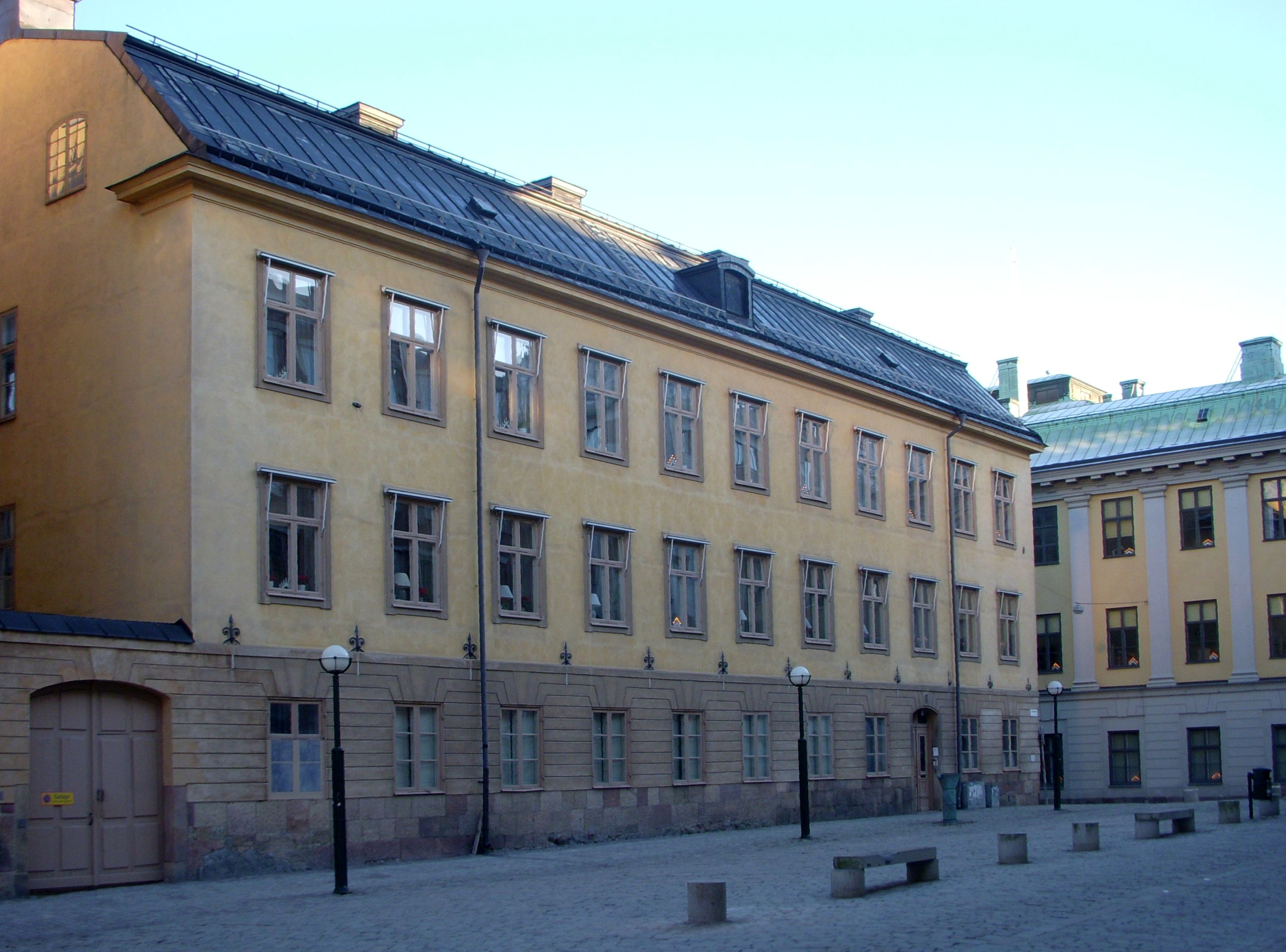
Готель МЗС на півострові Бласіхольмен
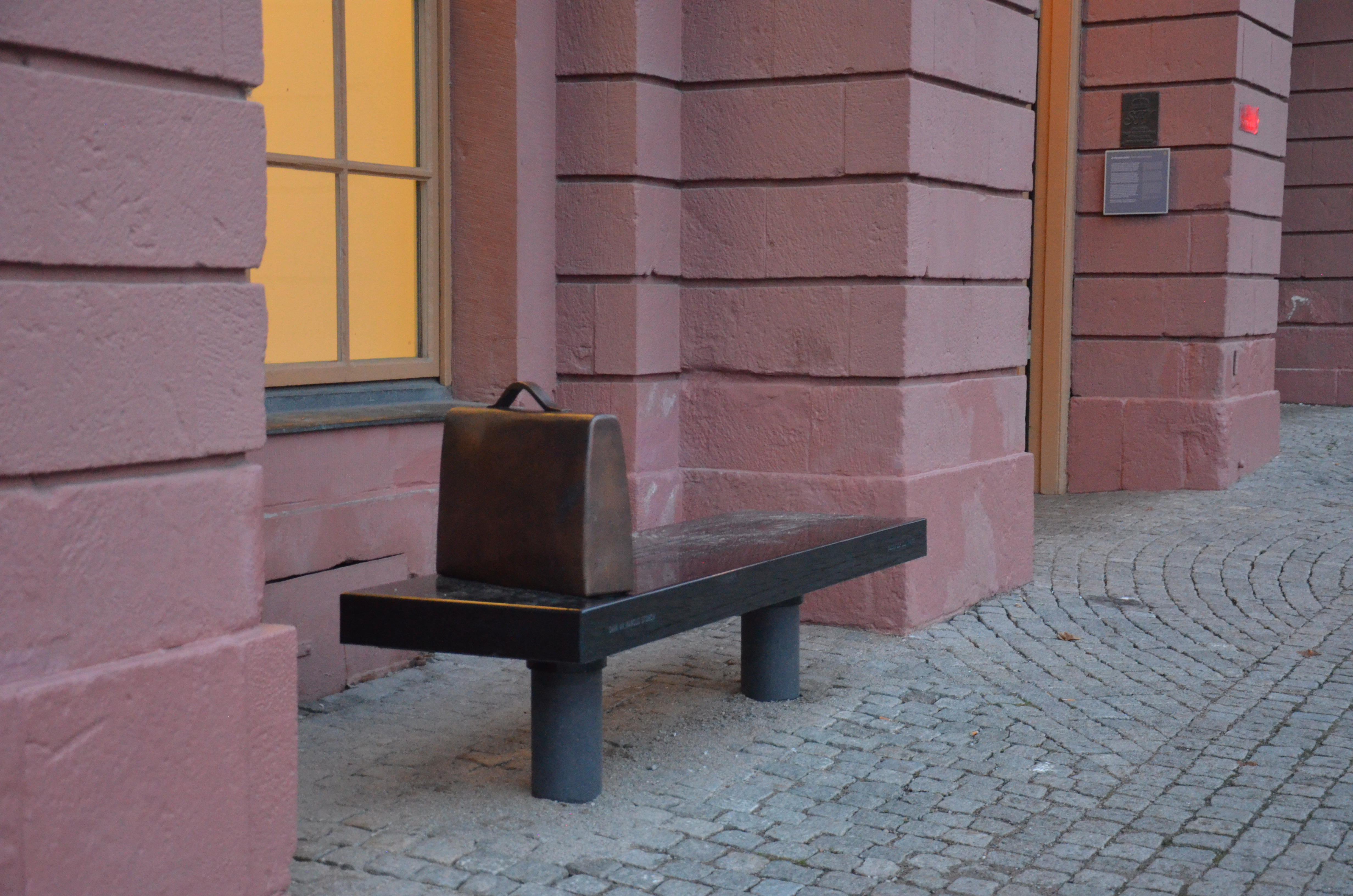
Вхід до палацу з портфелем Рауля Валленберга (скульптор Улла Крайц)